# Aleksandar Čanović
Aleksandar Čanović (né le 18 février 1983) est un footballeur serbe, évoluant au poste de gardien de but. Il mesure 1,88 m.

## Biographie
En 2004, il est appelé dans la sélection olympique de football de Serbie-et-Monténégro et participe aux JO d'Athènes.

## Carrière
- 2000-2003 : Étoile rouge de Belgrade  Serbie
- 2003-2004 : FK Pobeda Prilep  Macédoine
- 2004-2005 : FK Vojvodina Novi Sad  Serbie
- 2005-2006 : BASK Belgrade  Serbie
- 2006-2007 : Voždovac Belgrade  Serbie
- 2007-2008 : FK Rad  Serbie
- 2008-déc. 2008 : FK BSK Borča  Serbie
- jan. 2009-déc. 2009 : FK Dynamo Minsk  Biélorussie
- jan. 2010-2011 : Ermis Aradippou  Chypre
- oct. 2011-2012 : Birkirkara FC  Malte
- 2012-2013 : Bregalnica Kraun  Macédoine
- 2013-déc. 2014 : FK BSK Borča  Serbie
- depuis jan. 2015 : Cherno More Varna  Bulgarie

## Palmarès
- Coupe de Bulgarie : 2015